# Crucifix van Bentheim
Het Crucifix van Bentheim (Duits: Herrgott von Bentheim) is een crucifix uit de elfde eeuw in de Duitse plaats Bad Bentheim.

## Kenmerken
Het beeld is gemaakt van Bentheimer zandsteen in romaanse stijl en stelt een gekruisigde Christus voor. Het is van cultuurhistorische waarde vanwege het feit dat dit crucifix een van de oudste tastbare resten is van het christendom in dit deel van Duitsland. Er wordt wel beweerd dat het beeld kenmerken toont van de Saksische cultuur. De wijze waarop de armen van Christus zijn gebogen, zou overeenkomen met het onpartijdige gerechtelijke gebaar van een Germaanse richter. Het crucifix is 2,45 m hoog en 1,40 m breed.

## Geschiedenis
In 1828 werd het kruis gevonden op een akker nabij Schulte-Kolthoff. Waarschijnlijk gaat het hier om een wegkruis, dat na het begin van de reformatie in 1544 is omgegooid en daarna onder het zand is verdwenen. In 1868 werd het beeld op de binnenplaats van Kasteel Bentheim geplaatst. Hier werd het in 1945 beschadigd door een geallieerd legervoertuig. Het werd hierna gerestaureerd en  teruggeplaatst in de kapel van het kasteel, de Katharinenkirche.

## Trivia
- Herrgott von Bentheim was een vloek die vroeger gebruikt werd door landarbeiders.[2]